# Gordon Guyatt
Professor Gordon Guyatt (11 november 1953) is een Canadese arts en onderzoeker die bekend staat om zijn werk op het gebied van evidence-based medicine (EBM) en daarmee bijdragen levert aan de klinische epidemiologie en medisch onderzoek.

## Biografie
Guyatt behaalde zijn medische graad aan de McMaster-universiteit in Ontario, Canada, waar hij later hoogleraar werd aan de Afdeling Klinische Epidemiologie en Biostatistiek. Gedurende zijn carrière heeft Guyatt een belangrijke rol gespeeld bij het promoten van de principes van evidence-based medicine, waarbij de nadruk ligt op het integreren van klinische expertise met het beste beschikbare onderzoeksbewijs en de waarden van de patiënt.
Guyatt is wellicht het bekendst vanwege het introduceren van de term "evidence-based medicine" in het begin van de jaren 90, wat sindsdien een leidend principe is geworden in de medische praktijk en het onderzoek wereldwijd. Zijn werk heeft de manier waarop zorgprofessionals klinische beslissingen nemen ingrijpend veranderd, weg van traditie en intuïtie naar een meer systematische en rigoureuze benadering van het evalueren van medische interventies.
Als onderzoeker heeft Guyatt uitgebreid gepubliceerd over onderwerpen variërend van klinische onderzoeksmethodologie tot de interpretatie van medische literatuur. Hij heeft talloze invloedrijke artikelen en hoofdstukken in boeken geschreven, die hebben bijgedragen aan de vormgeving van het vakgebied klinische epidemiologie en evidence-based medicine.
Naast zijn academische bijdragen is Guyatt actief betrokken geweest bij het onderwijzen en begeleiden van medische studenten, assistenten en fellows, waarbij hij de volgende generatie zorgprofessionals inspireert om de principes van evidence-based practice te omarmen.
Gedurende zijn carrière heeft Gordon Guyatt talrijke prijzen en onderscheidingen ontvangen voor zijn bijdragen aan de geneeskunde en medisch onderwijs.
Guyatt is een uitgesproken tegenstander van het genderbevestigende zorg-model, omdat deze volgens hem niet gebaseerd is op evidence-based medicine criteria.
- Bibsys: 1068372
- Biblioteca Nacional de España: XX936824
- Catàleg d'autoritats de noms i títols de Catalunya: 981058513176306706
- CiNii: DA13301225
- Gemeinsame Normdatei: 135878977
- International Standard Name Identifier: 0000 0000 6369 0273
- Library of Congress Control Number: n86004241
- Bibliotheek van het Japanse parlement: 00928028
- Nationale Bibliotheek van Tsjechië: jcu2013797657
- Nationale bibliotheek van Australië: 35912056
- Nationale Bibliotheek van Israël: 987007437360905171
- Nederlandse Thesaurus van Auteursnamen: 086845810
- ORCID: 0000-0003-2352-5718
- Réseau des bibliothèques de Suisse occidentale: 02-A016681808
- Système universitaire de documentation: 070012180
- Trove: 1142783
- Virtual International Authority File: 104704793
- WorldCat: E39PBJwX9ymGJdDb4y9gWmhCQq